# Sumurugul
Sumurugul is een bestuurslaag in het regentschap Purwakarta van de provincie West-Java, Indonesië. Sumurugul telt 1596 inwoners (volkstelling 2010).